# Unicorn (песня)
«Unicorn» (с англ. — «единорог») — песня израильской певицы Ноа Кирель, выпущенная 8 марта 2023 года. Песня была написана Дороном Медали, Мэй Сфадией, Йиноном Яхелем и Ноа Кирель и представляла Израиль на конкурсе песни «Евровидение-2023». В финале песне удалось занять 3-е место, набрав 362 балла. Песня возглавила чарты Израиля и вошла в десятку лучших хитов Финляндии, Исландии и Литвы.

## На «Евровидении-2023»
Согласно правилам «Евровидения», все страны, за исключением принимающей страны и стран «Большой пятёрки» (Франция, Германия, Италия, Испания и Великобритания), должны пройти квалификацию в одном из двух полуфиналов, чтобы побороться за выход в финал; лучшие десять стран из каждого полуфинала проходят в финал.
Европейский вещательный союз разделил страны-участницы на шесть разных групп на основе моделей голосования в предыдущих конкурсах, при этом страны с благоприятной историей голосования попали в одну группу. 31 января 2023 года была проведена жеребьёвка, в результате которой каждая страна прошла в один из двух полуфиналов и определила, в какой половине шоу она будет выступать. Израиль прошёл в первый полуфинал, состоявшийся 9 мая 2023 года, и выступил во второй половине шоу. Песня прошла в финал, состоявшийся 13 мая, где она снова была разыграна для выступления во второй половине шоу и получила 23-й порядковый номер. «Unicorn» финишировала на 3-м месте с 362 баллами, набрав 185 баллов (5-е место) в зрительском голосовании и 177 баллов (2 место) в голосовании судей.

## Позиции в чартах
| Чарт (2023)                         | Высшая позиция |
| ----------------------------------- | -------------- |
| Австрия (Ö3 Austria Top 40)         | 43             |
| Чехия (Singles Digitál Top 100)     | 84             |
| Финляндия (Suomen virallinen lista) | 10             |
| Мир (Billboard Global Excl. US)     | 153            |
| Греция (IFPI International)         | 3              |
| Исландия (Plötutíðindi)             | 7              |
| Ирландия (IRMA)                     | 37             |
| Израиль (Media Forest)              | 1              |
| Латвия (LAIPA)                      | 19             |
| Литва (AGATA)                       | 6              |
| Нидерланды (Single Top 100)         | 74             |
| Норвегия (VG-lista)                 | 30             |
| Польша (Polish Streaming Top 100)   | 21             |
| Швеция (Sverigetopplistan)          | 27             |
| Швейцария (Schweizer Hitparade)     | 46             |
| Великобритания (OCC UK Singles)     | 45             |